# Fire and Water
《Fire and Water》는 영국의 록 밴드 프리의 세 번째 스튜디오 음반으로, 1970년 6월 26일에 발매되었다. 이 음반은 프리의 돌파구가 된 작품으로, 상업적으로 큰 성공을 거두었으며, 앞서 발표된 두 장의 스튜디오 음반이 성공을 거두지 못한 것과 대조를 이룬다. 올뮤직의 표현에 따르면, 《Fire and Water》의 엄청난 호평을 바탕으로 프리는 1970년 아일오브와이트 페스티벌에서 약 60만에서 70만 명에 달하는 관중 앞에서 헤드라이너로 무대에 올랐으며, 슈퍼스타덤에 오를 운명처럼 보였다.
《Fire and Water》는 영국 음반 차트에서 최고 2위에 올랐으며, 총 18주 동안 차트에 머물렀다. 이에 반해 프리의 이전 음반들은 단 한 번도 차트에 진입하지 못했다. 《Fire and Water》는 미국 차트에서도 17위를 기록했다.
이 음반에서는 프리의 대표곡인 〈All Right Now〉가 발매되었으며, 이 곡은 올뮤직을 비롯한 매체들로부터 폴 로저스의 거칠고 본능적인 보컬이 돋보이는 하드 록 히트곡으로 호평을 받았다. 〈All Right Now〉는 영국에서 싱글 차트 상위 5위 안에 진입했으며, 오스트리아, 프랑스, 독일 등 유럽 여러 나라에서도 좋은 성적을 거두었다. 이 곡은 현재까지도 클래식 록 라디오에서 자주 방송되는 대표적인 곡으로 남아 있다.

## 배경 및 제작
프리는 1968년 런던에서 결성되었다. 블루스 밴드 블랙 캣 본즈의 기타리스트 폴 코소프가 보컬리스트 폴 로저스가 출연한 공연을 본 것을 계기로 밴드가 시작되었다. 이후 두 사람은 드러머 사이먼 커크, 그리고 존 메이올 & 더 블루스브레이커스 출신의 베이시스트 앤디 프레이저와 함께 밴드를 결성하였다. 프리의 데뷔 음반 《Tons of Sobs》는 1968년에 발매되었으나, 반응은 미미했다. 1969년에 발표된 두 번째 음반 《Free》는 밴드 특유의 스타일을 확장했음에도 불구하고 상업적으로 성공하지 못했으며, 두 음반 모두 차트에 진입하지 못했다.
프리는 1970년 1월부터 6월까지 런던에서 《Fire and Water》의 녹음을 진행했으며, 아일랜드 스튜디오와 트라이던트 스튜디오의 녹음 시설을 사용하였다. 커버 아트는 마이크 시다가 디자인하였고, 밴드의 사진은 리처드 폴락이 촬영하였다. 프로듀싱은 프리가 직접 맡았으며, 외부 인원의 보조를 받았다.
로이 토머스 베이커는 이 음반의 제작에 참여하여 특히 오디오 엔지니어링 측면에서 도움을 주었다. 프리와 작업하기 전에 그는 1960년대에 사보이 브라운과 더 디비언츠 등의 밴드와 함께 작업한 경력이 있었다.

## 평가
| 전문가 평가                                | 전문가 평가 |
| 평가 점수                                  | 평가 점수   |
| 출처                                       | 점수        |
| ------------------------------------------ | ----------- |
| AllMusic                                   | [ 9 ]       |
| Christgau's Record Guide                   | B           |
| The Encyclopedia of Popular Music          | [ 12 ]      |
| MusicHound Rock: The Essential Album Guide | [ 13 ]      |
| The Rolling Stone Album Guide              | [ 14 ]      |

음악 평론가 매슈 그린월드는 올뮤직에서 《Fire and Water》에 대해 긍정적인 평가를 남겼다. 그는 1970년에 이르러 "프리는 모든 면에서 완성된 밴드로서 자신을 세상에 드러냈다"고 언급하며, 폴 코소프의 세련되고 절제된 기타 연주와 폴 로저스의 소울풀한 보컬 등 다양한 요소들이 감상자들에게 인상적으로 다가왔다고 평했다. 또한 그는 프리의 음악을 블라인드 페이스, 크림, 데릭 앤 더 도미노스 등의 밴드와 비교하며 호평했다.

## 곡 목록
모든 곡들은 특별한 언급이 없는 한 앤디 프레이저와 폴 로저스에 의해 작사/작곡하였다.
| #  | 제목               | 작사·작곡         | 재생 시간 |
| -- | ------------------ | ----------------- | --------- |
| 1. | 〈Fire and Water〉 |                   | 3:57      |
| 2. | 〈Oh I Wept〉      | 로저스, 폴 코소프 | 4:26      |
| 3. | 〈Remember〉       |                   | 4:23      |
| 4. | 〈Heavy Load〉     |                   | 5:19      |

| #  | 제목                      | 작사·작곡                             | 재생 시간 |
| -- | ------------------------- | ------------------------------------- | --------- |
| 1. | 〈Mr. Big〉               | 프레이저, 로저스, 사이먼 커크, 코소프 | 5:55      |
| 2. | 〈Don't Say You Love Me〉 |                                       | 6:01      |
| 3. | 〈All Right Now〉         |                                       | 5:32      |